# 2010年10月中国大陆

## 10月1日

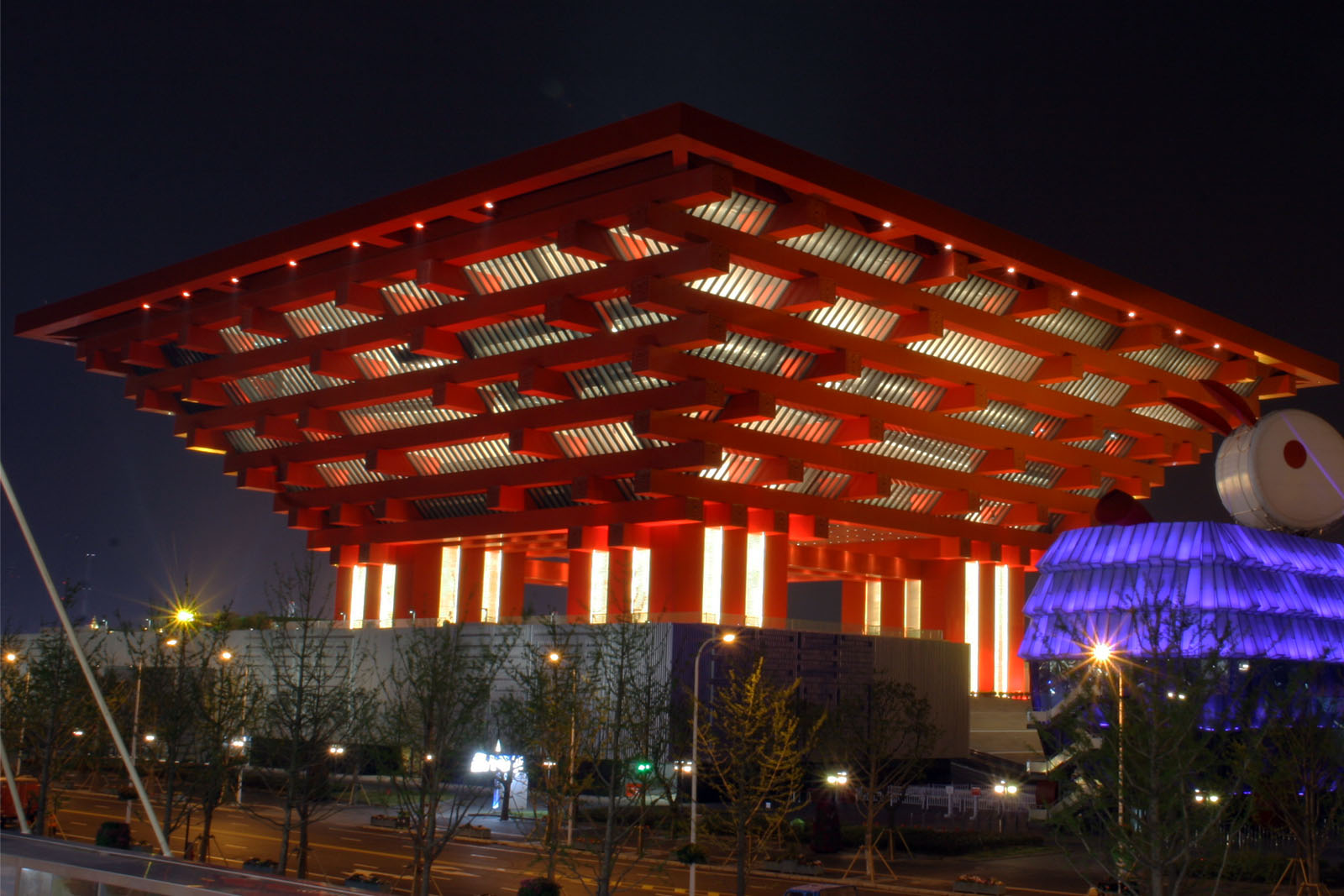
中华人民共和国国家馆

- 中国国家航天局嫦娥二号探月卫星在四川省西昌卫星发射中心由长征三号丙运载火箭搭载升空[1][2]。西昌卫星发射中心附近的泽远乡上万名村民按在发射前2小时按计划疏散[3]。
- 第12屆中國網球公開賽于10月1日至10月10日在北京市举行[4]。该比赛由国家体育总局和北京市政府主办，国家体育总局网球运动管理中心、市体育局、朝阳区、北京中国网球公开赛体育推广有限公司承办。塞尔维亚选手德约科维奇卫冕男单冠军，丹麦选手沃兹尼亚奇获女单冠军，美国布莱恩兄弟夺得男双冠军，中华台北选手庄佳容与白俄罗斯选手加沃尔索娃夺得女双冠军[5]。
- 2010年上海世界博览会中华人民共和国国家馆馆日仪式上午在上海世博中心举行。中共中央政治局常委、全国人大常委会委员长吴邦国出席仪式并致辞[6]。

## 10月2日
- 中国国务院总理温家宝访问希腊期间，中希双方发表了《中希关于深化全面战略伙伴关系的联合声明》[7]。

## 10月3日
- 江苏省连云港市某商铺看守人深夜被绑架至坟场，获释时商铺已被强拆成废墟。现代快报 四川在线/网易
- 中国国务院总理温家宝在雅典会见希腊总统帕普利亚斯[8]。

## 10月4日
- 中华人民共和国国务院总理温家宝出席了在布鲁塞尔举行的第八届亚欧首脑会议开幕式并致辞[9]。

## 10月5日
- 江苏省兴化市西鲍乡乡长王洪全解释其之所以率领百人，当着幼儿的面，将幼稚园财物“抢劫光光”是因为那个幼稚园无证。被抢幼稚园园长随后向记者出示了其合法手续，并称该幼儿园威胁到了乡长办的幼稚园的生源。新华报业网-扬子晚报/网易
- 国务院总理温家宝和德国总理默克尔在德国梅泽贝格宫举行会晤，并发表中德总理会晤联合新闻公报[10][11][12]。同日，温家宝在布鲁塞尔会见了韩国总统李明博[13][14]。

## 10月6日
- 国务院总理温家宝在布鲁塞尔与欧盟委员会主席巴罗佐共同出席首届中欧文化高峰论坛开幕式并致辞[15]。
- 截至6日下午，海南省暴雨已致700余个村庄被淹，数十万群众受灾，13万人紧急转移，伤亡人数仍然在统计之中[16]。中央气象台发布黄色预警[17]。

## 10月7日
- 国务院总理温家宝与意大利总理贝卢斯科尼共同出席中意建交40周年庆祝活动暨“中国文化年”开幕式并致辞[18]。
- 牙买加召开的2010年世界技能组织大会，表决批准中国正式加入世界技能组织。人力资源和社会保障部作为中国代表派团出席了会议。
- 海南省三防办称截止17日中午，目前这次强降雨已使海南省16个市县受灾，全省1160多个村庄受淹，160余万群众受灾，紧急转移21万余人，至少5个水库发生不同程度的溃坝险情，幸处理及时[19]。

## 10月8日
- 广西北海市今日执行强拆，报道称有拆迁户自制汽油燃烧弹被劝服。今年4月媒体称该市当局涉嫌违规发放用地许可证，并且对于拒不搬迁者的亲友采取“株连”政策。该市规划局局长还亲自抢走了中央人民广播电台记者的采访设备。中国新闻网/网易
- 国务院总理温家宝在安卡拉与土耳其总理埃尔多安举行会谈[20][21]。双方宣布建立和发展中土战略合作关系，全面提升各领域友好合作水平[22]。

- - 早上5点，数百人包围几栋住宅楼，铐走住户。一61岁老者反复询问“我到底犯了哪条法”，无人答。区当局称，“出了人命，最多网上热闹十几天就过去了，对我们没什么影响”。南方都市报（深圳版）/网易
- 新浪网新闻专题《2010年诺贝尔奖》被删除。新浪网—网页快照（原网页（页面存档备份，存于）已删除）
- 腾讯网新闻专题《2010年诺贝尔奖》被删除。腾讯网—网页快照（原网页（页面存档备份，存于）已删除）
- 中国雅虎新闻专题《2010年诺贝尔奖》被删除。中国雅虎—网页快照（原网页（页面存档备份，存于）已删除）
- 网易新闻专题《2010年诺贝尔奖》内容被替换成“已删除”3字。网易—网页快照（原网页（页面存档备份，存于）被替换）
- 国家旅游局官方网站刊登文章称，科长说，若玩网络游戏跑跑卡丁车获胜可以提前下班。有网民怀疑编辑加班时喝酒过量，不慎误发聊天记录。记者通过电话、邮件均未能联系上旅游局。西部网（9日）/网易（页面存档备份，存于）
- 中央四部委联合发出通告要求亚运期间向广东省广州市寄邮件需验身份证件。新华网（9日）/网易
- 甘肃省省会兰州市当局证实，有犯罪记录者网吧（Internet café）上网必将将遭警察盘查。京华时报（9日）/网易
- 辽宁省盘山县被指耗资7000万元人民币，建“山寨版人民大会堂”。当局回应称，具体耗资尚未统计完全，但兴建合乎手续。干部称，当局认为此举能吸引企业。（辽沈晚报）新华网（9日）/网易
- 紫金矿业对外公布了福建省环保厅对其下发的《行政处罚决定书》，紫金矿业A股、H股双双连日暴涨。国际金融报（11日）（页面存档备份，存于）

## 10月9日
- 近日，广东省肇庆市耗资3000万元人民币的关公像疑因破坏官运风水遭拆，市政管理局公文称“关公像以傲视万夫的姿态俯视端城，甚为不妥”。（中国江西网）新华网/网易
- 海南省琼海市官员紧急辟谣，否认“水库泄洪冲死几十人”。人民网/腾讯（网民评论暂未关闭）（页面存档备份，存于）
- 海南省文昌市文城镇万余名群众被困城内缺水缺食。人民网/腾讯（页面存档备份，存于）
- 《经济观察报》发表一个小企业主的辛酸泪：不逃税公司就垮掉，活得如履薄冰。经济观察报/凤凰网（页面存档备份，存于）
- 中共中央总书记胡锦涛致电朝鲜劳动党总书记金正日祝贺朝鲜劳动党成立65周年[23][24]。

## 10月11日
- 四川省都江堰市农民工人讨薪被砍，12日官方通报称造成民工一死一伤。民工称还有一人被抬上救护车，亦不治身亡。事发第二天凌晨，民工称，坐满12台巴士的防暴警察、武警从工友和亲属那抢走了死者的尸体。长沙华声在线/网易（13日）
- 国家主席胡锦涛下午在人民大会堂会见了白俄罗斯总统卢卡申科。双方就进一步发展两国关系等问题深入交换了意见，达成广泛共识[25]。
- 郭明义同志先进事迹首场报告会在北京人民大会堂举行。中共中央总书记、国家主席、中央军委主席胡锦涛就学习宣传郭明义先进事迹作出重要指示[26]。

## 10月12日
- 第十六届亚洲运动会火炬点燃暨火炬传递活动启动仪式上午在北京天坛公园祈年殿南广场举行。中共中央总书记、国家主席胡锦涛在仪式上点燃主火炬，宣布第十六届亚运会火炬传递活动开始[27]。
- 10月12日至13日，2010年短池世界杯系列赛北京站在国家游泳中心（水立方）奥林匹克比赛大厅举行[5]。
- 上午9时，第二届中国庐山世界名山大会正式开幕[28]。

## 10月13日
- 国土资源部通报了5起国土资源违法案件的查处结果，其中包括四川省资阳市的简阳市政府违法批地案。记者了解到，原简阳市（县级）市长曾因违法批地被免职，但一周后便被任命为更高一级的资阳市（地级）财政局局长。新华报业网 人民网/网易（27日）

## 10月14日
- 陕西省洛南县一尾矿库泄漏，数十公里(km)河水被染色[29]。
- 湖南卫视著名女主持人谢娜（主持《快乐大本营》等）因有感于宜黄官员言论，微博怒斥非法强拆，称遭到强拆后让作为单位法人的她父亲为解决职工吃饭问题债台高柱，期冀单位能再次运转，而四处借贷。不幸土地又被建设局盯上，再遭无任何法律手续的强拆。其父阻止，便遭关押。负债十数载，谢娜的家被砸烂、搬空。谢娜曾被亲戚劝退学且不要回家，亦曾随父寻求法院的帮助，或上访到首都北京。多年过去，至今无果。南方都市报-南方网/搜狐（页面存档备份，存于） 北青网娱乐
- 应有关部门的要求，重庆市江津区区党委书记王银峰的一段讲话录音被公布于网上。录音中，书记要求当地一个地产楼盘停工，原因为“挡了政府的风水，这是衙门，知道不？”他还表示，“你知道重庆为什么打击黑恶势力不？你知道什么叫恶不？跟政府作对就是恶！”济南时报/网易

## 10月15日
- 空军有关部门辟谣否认中土空军军演中国惨败，称真相为——结果保密。党媒称旨在顾全大局。人民网/网易
- 国家主席胡锦涛与赤道几内亚共和国总统奥比昂互致贺电，热烈庆祝两国建交40周年[30]。

## 10月16日
- 10月16日至17日，首届中国毽球公开赛在中央民族大学体育馆举行[5]。
- 河南禹州中平能化集团平禹煤电公司四矿煤矿生产安全事故造成严重人员伤亡，最终造成37人死亡[31][32]。

## 10月17日
- 乘坐豪华游轮来韩国济州岛旅游的44名中国游客脱离旅行团，韩国警察已着手展开调查。截止10月18日，其中33人仍然下落不明[33]。

## 10月18日
- 中共十七届五中全会10月18日决定，增补习近平为中共中央军事委员会副主席[34]。
- 10月15日以来，海南省部分地区再次遭遇暴雨洪涝灾害。截至10月18日7时统计，灾害造成全省海口、文昌、琼海等15个市（县）129.5万人受灾，紧急转移安置13.9万人，农作物受灾面积67.4千公顷，其中绝收面积8.1千公顷；倒塌房屋900余间，损坏房屋2000余间；直接经济损失15.2亿元。10月18日8时，中国启动国家四级救灾应急响应[35]。
- 《中国青年报》报道广西省北海强拆事件后续：发帖抗议强拆的村主任仍被拘。拒绝签字同意拆迁者，政府推行拆迁株连。村民法律维权失败。中青在线-中国青年报/腾讯（页面存档备份，存于） 长沙华声在线 南方都市报/网易

## 10月19日
- 因为有网民在BBS发布山西省临汾市一家银行国庆期间降半旗照片，该银行向中共临汾市市委求援。转帖人、BBS管理员于是纷纷被警方刑拘，罪名为“敲诈勒索”。发帖人闻讯仓皇出逃，电脑被扣，不敢回家。另据银行工作人员透露，没有人敲诈银行。19日中国青年报/网易（禁止网民评论）（页面存档备份，存于）
- 网民BBS发布照片称，一过路女子手机拍摄江苏省盐城市城管局多名城管执法，被副局长亲自动手卡脖子拖走、拘禁。该局局长就此向《羊城晚报》回应称，该女子扇了副局长的耳光，故将其扭送公安机关。而BBS帖子则称，女子只是想当住副局长抢手机的手，没有扇耳光。羊城晚报/凤凰网（19日）（页面存档备份，存于）
- 河南省平禹四矿12190工作面发生煤与瓦斯突出事故，当班下井276人，其中239人经及时抢救撤离安全升井，37人遇难[36][37]。
- 下午，第七届中国-东盟博览会在广西南宁国际会展中心隆重开幕。全国政协主席贾庆林出席开幕式，宣布博览会开幕，并为开幕式剪彩。在随后举行的第七届中国-东盟商务与投资峰会开幕式上，贾庆林发表了主旨演讲[38]。
- 国家主席胡锦涛在人民大会堂会见了俄罗斯联邦委员会主席米罗诺夫[39]。
- 上海市房管局副局长陶校兴日前（具体日期不详）被有关部门带走，涉案数亿元人民币。一个涉案地产公司曾股东内讧，有股东于2009年2月到法院起诉并发表公开信揭露内幕。该股东律师向记者出示证据，该公司项目一个亦逃税过亿元人民币。解放日报/网易

## 10月20日
- 新华社《瞭望东方周刊》：2004年中央下拨至陕西省渭南市的华阴市（县级）5906万元人民币救灾款99%去向不明。该报道称，两年过去，真正发到灾民手中的重建款只有50万元。瞭望东方周刊/网易（参见渭南书案。）
- 中国人民银行于19日晚宣布20日上调金融机构人民币存贷款基准利率0.25%，乃近3年首次加息[40]。
- 2010中关村论坛年会开幕，此次年会紧扣中关村国家自主创新示范区的发展目标，主题为“战略性新兴产业策源地”[41]。
- 河南省省会郑州市城管殴打小贩，三辆执法车被围观市民掀翻。大河报/网易
- 江西省赣州市一在建楼盘坍塌，被埋3人全部遇难。市安监局局长接到记者电话便匆忙挂断。中新网/腾讯（页面存档备份，存于）

## 10月21日
- 中国自主研发、具有全部知识产权的网络地图服务网站“天地图”今日公开测试。随后，有网民发现卫星地图3年前的Google Earth完全一样，包括街道上的汽车[42]。
- 河北大学官二代醉酒驾驶撞人致使1死1伤不停车继续去探望女友后续：学校与学生家长被指严禁目击者作证或者公布真相。广州日报/网易（21日）（参见河北大学官二代撞人事件。）
- 河南省平顶山市城管贴身盯梢据称导致16岁少年跳窗自杀。大河网-河南商报/腾讯（页面存档备份，存于）
- 山西省临汾市警方召开发布会称，近日因BBS中国银行降半旗照片而被以“敲诈勒索银行”刑拘的6名网民已经认罪，国旗系敲诈者降下。根据《中国青年报》的报道，此前银行曾自曝没有人敲诈银行；警方亦曾自曝已查明国旗系附近学生无意降下，不存在故意破坏，警方还自曝已查明降下国旗的学生，与网上发帖子的人无关。（参见本版19日新闻动态。）中国新闻网/腾讯（页面存档备份，存于）
- 广西省柳江县一所小学教学楼走廊护栏坍塌，中共县委宣传部称有27人坠落受伤，4人“伤势较为严重”。新华网/腾讯（页面存档备份，存于）
- 中国疾控中心启动了“铁强化酱油”项目二期，将进一步扩大“铁强化酱油”的布货渠道。“铁强化酱油”推广引争议。解放军总医院（又名301医院）营养科研究员鲍善芬担心EDTA可能引起慢性中毒，儿童特为尤甚，另外，有研究报道人患癌症的风险会随血铁的增加而增加。中国疾控中心食物强化办公室主任陈君石表示EDTA通过了世界卫生组织的评审，成年男子不用害怕加铁酱油，而全球改善营养联盟董事陈春明表示他们曾经在中国一个省拿婴儿做18个月的补铁实验，原来不贫血的婴儿，他的血色素还是在正常范围内。新京报/搜狐（页面存档备份，存于）
- 广州电力部门人士：阶梯电价其实是涨价方案。中央发改委：61%民众支持此方案。中国网（22日）广州日报（15日）

## 10月22日
- 陕西新闻网：陕西省渭南市华阴县没有滥用5千万移民迁建补助款，这是国家发改委和省纪委、省监察厅等已先后做过调查并做出结论。（参见渭南书案以及本版20日新闻动态）西部网陕西新闻网/网易（页面存档备份，存于）
- “我气坏了！西方国家只会指责中国，自己却在法理面前实行‘双重标准’。”官媒环球网发表《网友驳西方对中国司法指责 曝西方严惩煽动颠覆罪》，称有网民在BBS上列举西方多国以及新加坡法律中反暴乱、反纳粹罪名，以及中世纪英国《1351年叛国法令》，回应西方各国舆论对中国司法系统中“煽动颠覆国家政权”罪名的指责。该报道同时出现在多网站首页。环球网 中新网/凤凰网（页面存档备份，存于）
- 湖北省少女旅游凤凰县遇性侵坠亡案，有5名嫌犯被控“强奸未遂致死”。死者家属曾表示被县维稳办骗，以为有强制火化法律，而被迫火化死者遗体。大河网/中国雅虎
- 湖北省少女旅游凤凰县遇性侵坠亡案开审。为保护死者隐私，人民法院决定不公开审理，死者家属亦被挡在门外。法制日报/腾讯网（26日）（页面存档备份，存于）
- 下午，国家主席胡锦涛在人民大会堂会见了南非国民议会议长西苏鲁[43]。

## 10月24日
- 2010年北京马拉松赛在天安门广场鸣枪开赛。比赛设全程马拉松（42.195千米）、半程马拉松（21.0975千米）、9千米、小马拉松（4.2千米）4个竟赛项目[5]。
- 辽宁省大连市7.16爆炸油罐拆除时再次引发火情[44]。
- 16时58分河南周口发生4.7级地震，郑州有明显震感[45][46]。

## 10月25日
- 纪念中国人民志愿军抗美援朝出国作战60周年座谈会在北京人民大会堂举行。会前，中共中央总书记、国家主席、中央军委主席胡锦涛会见了参加过抗美援朝的老同志和志愿军英模代表。中共中央政治局常委、国家副主席、中央军委副主席习近平一同会见，并在座谈会上发表讲话[47][48]。
- 10月25日至28日，十一届全国人大常委会第十七次会议召开，会议表决通过《中华人民共和国社会保险法》等多项决定。国家主席胡锦涛分别签署主席令，公布了这四部法律[49]。根据中华人民共和国中央军事委员会主席胡锦涛的提名，会议决定习近平为中华人民共和国中央军事委员会副主席[50]。
- 晚，“2010东京中国电影周”开幕招待会在东京赤坂王子饭店举行。中国驻日本大使程永华、日本经济财政大臣海江田万里、经济产业副大臣松下忠洋等出席招待会并分别致辞[51]。
- 中华人民共和国主席胡锦涛与马里共和国总统阿马杜·图马尼·杜尔互致贺电，热烈庆祝两国建交50周年[52][53][54]。
- 中华人民共和国主席胡锦涛根据全国人民代表大会常务委员会的决定任免下列驻外大使[55]：
  - 免去武春华、任命宋爱国为中华人民共和国驻阿拉伯埃及共和国特命全权大使。
  - 免去章均赛、任命陈育明为中华人民共和国驻澳大利亚联邦特命全权大使。
  - 免去岳晓勇、任命张志良为中华人民共和国驻卡塔尔国特命全权大使。
  - 免去火正德、任命赵立兴为中华人民共和国驻几内亚共和国特命全权大使。
  - 免去严邦华、任命李宝钧为中华人民共和国驻几内亚比绍共和国特命全权大使。
  - 免去宫建伟、任命陈建福为中华人民共和国驻格鲁吉亚特命全权大使。
  - 免去樊桂金、任命王东华为中华人民共和国驻汤加王国特命全权大使。
  - 免去张万海、任命徐建国为中华人民共和国驻格林纳达特命全权大使。
  - 免去屈生武、任命沈智良为中华人民共和国驻多民族玻利维亚国特命全权大使。
  - 免去李仲良、任命屈生武为中华人民共和国驻乌拉圭东岸共和国特命全权大使。

## 10月26日
- 中国卫生部今天首次通报：内地已发现“超级细菌”3病例，其中2人于2010年3月痊愈，1人于2010年6月死亡。于今年3月康复的2人，系世界上首次发现的因屎肠球菌致病病例。法制晚报/凤凰网（页面存档备份，存于）
- 中国疾控中心表示，对于“超级细菌”病例，无法确认数月前死亡的福建患者是否因使用抗生素产生耐药细菌，亦无法确认数月前痊愈的两名幼儿携带的“超级细菌”从何而来，但可以确定不会在普通公众间传染。新京报/网易
- 三峡工程首次蓄水至最高蓄水水位175米。长江水利委员会总工程师郑守仁表示，三峡库区泥沙淤积远好于预期[56]。
- 浙江省宁波市北仑区当局全国首推“经济适用墓”，困难家庭优惠价每座售价最高不超7800元人民币[57]。
- 第四次亚太司法改革论坛会议在北京开幕，本次会议以“利用科技手段促进法院工作”为主题，中国首席大法官、最高人民法院院长王胜俊出席会议并发表致辞[58]。
- 沪杭高铁正式通车，标志着中国高速铁路营业里程世界第一[59][60]。

## 10月27日
- 《法治周末》：山西省洪洞县公安局原局长的李青明02年升职前遭遇“以拘代侦”（先抓人，再查此人“犯罪证据”），被判“贪污受贿”获刑，09年被判无罪，至今没能恢复公职。法治周末 环球网/大河网（27日）
- 《东方今报》：河南省企业家不知上海市“水深”，遭遇拆迁横祸，财产损失1个多亿人民币。东方今报/腾讯网（页面存档备份，存于）
- 中国载人航天工程新闻发言人表示，中国载人空间站工程已正式启动实施，2020年前后将建成规模较大、长期有人参与的国家级太空实验室[61]。
- 贵州省安顺市普定县马场镇大坡煤矿发生透水事故，造成12人死亡，1人受伤[62][63]。

## 10月28日
- 《新京报》：拥有293亿元人民币资产的腾讯CEO马化腾等多名企业高管获得购房补贴或贴息福利，引发网上热议。新京报/网易
- 《新京报》：重庆市各高校被指为了实现上级指标，以毕业证等要挟学生转为城镇户籍，农村学生担心失去土地。有关部门拒绝回应。新京报/腾讯（页面存档备份，存于）
- 新闻出版总署通报批评《商务周刊》、《华西都市报》等6家纸媒虚假报道[64][65]。
- 新闻出版总署通报批评《商务周刊》、《华西都市报》等6家纸媒虚假报道。《商务周刊》网站曾刊登通告称，因杂志的一篇文章“违反宣传纪律和期刊出版管理规定，将内参内容公开化，造成负面影响”，“多处内容与事实严重不符，使相关单位合法权益受到伤害”而被责令停业整顿一个月。新华网/网易 东北网/网易（5月9日）

## 10月29日
- 中华人民共和国国务院总理温家宝在越南河内出席第13次中国与东盟领导人会议[66]。

## 10月30日
- 重庆市农村户口（有土地）大学生配合强制转换为城市户口，成为获得奖学金基本条件，不配合的学生干部被停职。此前媒体曾报道，大学辅导员称，虽然没有文件，“这是政府的精神，必须转”。中广网/网易 新京报
- 山西省省会太原市晋源区管辖的古寨村，2村民疑因拆迁纠纷，在睡梦中被人殴打，造成1死1伤。CCTV-新闻 深夜23时25分/腾讯（31日）（页面存档备份，存于）
- 中华人民共和国国务院总理温家宝在越南首都河内出席第五届东亚峰会[67]，之后在越共中央驻地会见越共中央总书记农德孟[68][69][70]。
- 公安部部长孟建柱再次来到上海市，看望5名牺牲的安保民警的家属、战友，以及累倒在安保一线的公安民警[71]。

## 10月31日
- 中国2010年上海世界博览会闭幕式在上海世博文化中心隆重举行。国务院总理温家宝出席闭幕式并宣布上海世博会闭幕。国际展览局主席蓝峰等出席闭幕式，共同庆祝上海世博会取得圆满成功[72][73]。
- 第十六届攀登中央电视塔大赛举行，约300名国内外登塔爱好者报名参赛。比赛以“健康，攀登，超越”为主题，设青年男子、青年女子、中年男子和中年女子组四个组别[74]。